# 自動周波数制御
自動周波数制御（じどうしゅうはすうせいぎょ）は、受信周波数を安定にするための電子回路である。英語のAutomatic frequency controlからAFCと略される。
アナログチューニング方式の受信機でよくみられたもので、受信周波数と放送周波数のずれをフィードバックして、自動的に放送周波数に合わせる回路である。FMでは、受信周波数がずれるとDCオフセットが生ずるので比較的容易に回路を構成することができた。
その後誕生したPLLシンセサイザを用いたデジタルチューニングの受信機では、受信周波数は水晶精度で決定されるためAFCは不要となった。しかしながら、近年、移動体通信でよく使われるようになってきた、遅延検波を使うデジタル変調の受信方式では、わずかな周波数ずれでも受信が出来なくなるため、AFCが必要であり、再び使われるようになった。